# Pythias d'Assos
Pour les articles homonymes, voir Pythias.
 (août 2025).
Améliorez-le ou discutez des points à vérifier. 
Pythias d'Assos (en grec ancien Πυθιάς / Puthiás) ou Pythias l'Ancienne est la fille adoptive de Hermias d'Atarnée, et la première femme d'Aristote.

## Vie personnelle et famille
Sa date de naissance est incertaine, mais la majeure partie de son travail a lieu autour de -330 av. J.-C. .
En -343, Aristote revient en Macédoine, appelé par le roi, Philippe II de Macédoine, et devient durant deux ou trois ans le précepteur du prince héritier, le futur Alexandre le Grand, alors âgé de 13 ans. Aristote lui enseigne les lettres (dont l’Iliade) et sans doute la politique. 
Vers -341, Aristote épouse Pythias, nièce et fille adoptive d'Hermias d'Atarnée, réfugiée à Pella. Cuvier note à propos d'Aristote : « Dans sa Politique, Aristote prescrit l’âge idéal du mariage — 37 ans pour l’époux, 18 pour sa femme. Dans la mesure où il était alors lui-même dans sa trente-septième année, il est tentant d’imaginer que Pythias avait 18 ans ». 
Aristote resta très attaché à Pythias. Dans son testament, Aristote ordonna : « Que là où je serai enseveli, que l'on transporte des os de ma femme Pythias qu'on les y dépose, selon qu'elle l'a souhaité. » Pythias, toutefois, meurt avant lui . 
Pythias, son épouse, lui donnera une fille, qu'il nomma du même nom Pythias Jeune. C'est une époque où ils procèdent ensemble à des recherches biologiques et commença à observer la faune marine[réf. nécessaire].
Pythias l'ancienne meurt à Athènes peu après -326 mais d'autres sources indiquent la date de sa mort en -338. Lorsque sa mère Pythias l'ancienne meurt, Pythias jeune a trois ans et est élevée à l'égal des hommes. Elle fait ainsi figure d'exception à Athènes. Par la suite, elle doit revenir en Macédoine, contrainte en exil. Pythias jeune, elle aussi, assiste Aristote dans ses travaux tout comme le faisait sa mère Pythias l'ancienne, et se distingue face aux collègues de son père en faisant des remarques pointues. Elle se pique de philosophie, mais s'intéresse aux sciences et au métier de sage-femme[source insuffisante]. 
Pythias la jeune prend mari trois fois. Son premier époux est Nicanor de Stagire selon Diogène Laërce, le neveu d'Aristote par sa sœur, Arimneste. Selon le testament d'Aristote, rapporté par Diogène Laërce, Nicanor doit gérer les affaires de la famille jusqu'à ce que le fils d'Aristote, Nicomaque, soit majeur. Le deuxième époux de Pythias est Proclès de Sparte et le troisième, Métrodore, un médecin. Le médecin Métrodore, élève de Chrysippe de Cnide et maître d'Erasistrate, était le troisième mari de Pythias, ils ont un fils nommé Aristote.

## Travaux en biologie
On[Qui ?] suppose que Pythias l'ancienne a travaillé avec son mari, Aristote, sur une encyclopédie à partir du matériel qu'ils ont ramassé lors de leur lune de miel à Mytilène. Elle est connue pour avoir fait une grande collection de spécimens vivants. Kate Campbell Hurd-Mead suggère que le couple a collaboré dans l'étude de l'embryologie.
Marilyn Bailey Ogilvie et Joy Dorothy Harvey dans leur ouvrage The Biographical Dictionary of Women in Science, présentent Pythias d'Assos comme étant une biologiste et embryologiste.